# Steve Cooper (entrenador de fútbol)
Steve Cooper (Pontypridd, Gales, 10 de diciembre de 1979) es un exjugador y entrenador profesional galés. Actualmente sin club.

## Carrera como jugador
En los años 90, Cooper se unió al Wrexham pero no hizo ni una aparición para el club. Este era dirigido por Brian Flynn, quién sugirió que Cooper persigue una carrera de entrenamiento en vez de jugar profesionalmente. Cooper más tarde jugó para The New Saints, Rhyl, Bangor City, y Porthmadog en la liga de fútbol galesa.

## Carrera como entrenador

### Inicios
Mientras era jugador, Cooper estudió para su título de entrenador y empezó a entrenar en las juveniles de Wrexham. A la edad de 27, Cooper obtuvo su UEFA Pro Licencia, deviniendo uno de los entrenadores más jóvenes para conseguir la cualificación.

### Juveniles Inglaterra
El 13 de octubre de 2014, Cooper fue nombrado director de la Selección de fútbol sub-16 de Inglaterra . Al año siguiente, tómo el cargo del sub-17, entrenando jugadores como Jadon Sancho, Phil Foden, y Callum Hudson-Odoi. Cooper llevó a su equipo a la final del Campeonato Europeo Sub-17 de la UEFA, donde perdieron frente a España 4–1 en penales luego de un empate 2–2. Posteriormente Cooper ganó la Copa Mundial de Fútbol Sub-17 de 2017, derrotando a Brasil 3–1 en la semifinal y a España  5–2 en la final.

### Swansea City
Cooper fue nombrado primer entrenador del club de Championship, Swansea City AFC el 13 de junio de 2019 en un contrato de tres años.
En el día final de la temporada, Swansea batió al Reading 4–1 para acabar sexto, entrando al play-offs en lugar del Nottingham Forest por diferencia de gol. Fueron más tarde derrotados por el Brentford 3–2 en la semifinal.
En su segunda temporada, Cooper otra vez dirigió al Swansea a los play-offs, a pesar de la crítica de su estilo de juego y la pobre forma hacia el fin de la temporada. Empataron 2–2 con Reading el 25 de abril de 2021 para asegurar su cupo en los play-offs. Este era el partido de Cooper  nº100 en el cargo. Swansea acabó 4.º en la liga pero perdió la final de la eliminatoria con el Brentford. Dejó el club por consentimiento mutuo en julio de 2021.

### Nottingham Forest
Cooper fue nombrado entrenador del club del Championship, el Nottingham Forest el 21 de septiembre de 2021 por un contrato de dos años. Cooper mejoró el estilo de juego del Forest alentándolos a tener confianza con el balón y atacar en mayor número. También mejoró la mentalidad de los jugadores, fomentando un mayor sentido de unión e inculcando una mentalidad de club grande, propia de la institución en los años ochenta. El 29 de mayo de 2022, obtuvo el ascenso a la Premier League, después de una victoria por 1-0 sobre el Huddersfield Town en la final de los play-offs.
El 7 de octubre de 2022, Cooper firmó un nuevo contrato con el club hasta el 30 de junio de 2025.El 5 de abril de 2023, luego de una serie de malos resultados e informes de que estaba en riesgo de ser despedido, el propietario del club, Evangelos Marinakis, declaró que todavía tenía fe en él, pero agregó que los resultados y las actuaciones deben "mejorar de inmediato".El Forest aseguró su estadía en Premier League el 20 de mayo de 2023, luego de una victoria en casa por 1-0 contra el Arsenal que era líder hasta ese momento.
El 19 de diciembre de 2023, fue despedido de su cargo luego de una serie de malos resultados que ubicaron al club en el puesto N°17 de la Premier League.

### Leicester City
El 20 de junio de 2024, fue oficializado como entrenador del Leicester City y firmó un contrato por tres temporadas.Tras una racha de cinco partidos sin ganar, fue despedido de su cargo el 24 de noviembre después de una derrota en por 2-1 ante el Chelsea.

## Estadísticas como entrenador
| Equipo                       | Div.                | Temporada           | Liga  | Liga | Liga | Liga | Liga |       | Copa | Copa | Copa | Copa  |   | Internacional | Internacional | Internacional | Internacional | Internacional |   | Otros | Otros | Otros | Otros |    | Totales     | Totales | Totales | Totales | Totales | Totales | Totales | Totales | Totales |
| Equipo                       | Div.                | Temporada           | Part. | G    | E    | P    | Pos. | Part. | G    | E    | P    | Part. | G | E             | P             | Pos.          | Part.         | G             | E | P     | Part. | G     | E     | P  | Rendimiento | GF      | GC      | Dif.    | Ptos.   |         |         |         |         |
| ---------------------------- | ------------------- | ------------------- | ----- | ---- | ---- | ---- | ---- | ----- | ---- | ---- | ---- | ----- | - | ------------- | ------------- | ------------- | ------------- | ------------- | - | ----- | ----- | ----- | ----- | -- | ----------- | ------- | ------- | ------- | ------- | ------- | ------- | ------- | ------- |
| Swansea City Inglaterra      | 2.ª                 | 2019-20             | 46    | 18   | 16   | 12   | 6.º  | 4     | 2    | 0    | 2    | -     | - | -             | -             | -             | 2             | 1             | 0 | 1     | 52    | 21    | 16    | 15 | 50.64%      | 75      | 64      | +11     | 79      |         |         |         |         |
| Swansea City Inglaterra      | 2.ª                 | 2020-21             | 46    | 23   | 11   | 12   | 4.º  | 4     | 2    | 0    | 2    | -     | - | -             | -             | -             | 3             | 1             | 1 | 1     | 53    | 26    | 12    | 15 | 56.61%      | 66      | 47      | +19     | 90      |         |         |         |         |
| Swansea City Inglaterra      | Total               | Total               | 92    | 41   | 27   | 24   | -    | 8     | 4    | 0    | 4    | -     | - | -             | -             | -             | 5             | 2             | 1 | 2     | 105   | 47    | 28    | 30 | 53.65%      | 141     | 111     | +30     | 169     |         |         |         |         |
| Nottingham Forest Inglaterra | 2.ª                 | 2021-22             | 38    | 22   | 10   | 6    | 4.º  | 4     | 3    | 0    | 1    | -     | - | -             | -             | -             | 3             | 2             | 0 | 1     | 45    | 27    | 10    | 8  | 67.41%      | 77      | 34      | +43     | 91      |         |         |         |         |
| Nottingham Forest Inglaterra | 1.ª                 | 2022-23             | 38    | 9    | 11   | 18   | 16.º | 7     | 3    | 1    | 3    | -     | - | -             | -             | -             | -             | -             | - | -     | 45    | 12    | 12    | 21 | 35.56%      | 49      | 79      | -30     | 48      |         |         |         |         |
| Nottingham Forest Inglaterra | 1.ª                 | 2023-24             | 17    | 3    | 5    | 9    | Inc. | 1     | 0    | 0    | 1    | -     | - | -             | -             | -             | -             | -             | - | -     | 18    | 3     | 5     | 10 | 25.93%      | 17      | 31      | -14     | 14      |         |         |         |         |
| Nottingham Forest Inglaterra | Total               | Total               | 93    | 34   | 26   | 33   | -    | 12    | 6    | 1    | 5    | -     | - | -             | -             | -             | 3             | 2             | 0 | 1     | 108   | 42    | 27    | 39 | 47.22%      | 143     | 144     | -1      | 153     |         |         |         |         |
| Leicester City Inglaterra    | 1.ª                 | 2024-25             | 12    | 2    | 4    | 6    | Inc. | 3     | 1    | 1    | 1    | -     | - | -             | -             | -             | -             | -             | - | -     | 15    | 3     | 5     | 7  | 31.11%      | 21      | 28      | -7      | 14      |         |         |         |         |
| Leicester City Inglaterra    | Total               | Total               | 12    | 2    | 4    | 6    | -    | 3     | 1    | 1    | 1    | -     | - | -             | -             | -             | -             | -             | - | -     | 15    | 3     | 5     | 7  | 31.11%      | 21      | 28      | -7      | 14      |         |         |         |         |
| Total en su carrera          | Total en su carrera | Total en su carrera | 197   | 77   | 57   | 63   | -    | 23    | 11   | 2    | 10   | -     | - | -             | -             | -             | 8             | 4             | 1 | 3     | 228   | 92    | 60    | 76 | 49.12%      | 305     | 283     | +22     | 336     |         |         |         |         |
| 1. 2.                        |                     |                     |       |      |      |      |      |       |      |      |      |       |   |               |               |               |               |               |   |       |       |       |       |    |             |         |         |         |         |         |         |         |         |

### Resumen por competiciones
| Competición      | Partidos | Ganados | Empatados | Perdidos | Ganados % |
| ---------------- | -------- | ------- | --------- | -------- | --------- |
| EFL Championship | 138      | 67      | 38        | 33       | 57.73%    |
| Premier League   | 67       | 14      | 20        | 33       | 30.85%    |
| FA Cup           | 9        | 5       | 0         | 4        | 55.56%    |
| EFL Cup          | 14       | 6       | 2         | 6        | 47.62%    |
| TOTAL            | 228      | 92      | 60        | 76       | 49.12%    |

## Honores

### Entrenador
Inglaterra U17
- Copa Mundial de Fútbol Sub-17: 2017[27]
- Campeonato de Europa Sub-17 de la UEFA subcampeón de Campeonato: 2017[7]

### Individual
- EFL Director de campeonato del Mes: Agosto 2019,[28] Enero 2021[29]